# Hujedamej och andra visor av Astrid Lindgren
Hujedamej och andra visor av Astrid Lindgren är en bok med texter och noter till de sånger som Astrid Lindgren skrivit texten till och som förekommit i filmatiseringar av hennes sagor. Boken utgavs 1991 på Rabén & Sjögren.
Musiken skrevs av Georg Riedel, Björn Isfält, Jan Johansson, Ulf Björlin och Bengt Hallberg.
Boken är illustrerad av Björn Berg, Eric Palmquist, Ingrid Vang Nyman och Ilon Wikland.
ISBN 91-29-59912-1